# 蒙雷若堡
蒙雷若堡（法語：Labastide-Monréjeau，法語發音：[labastid mɔ̃ʁeʒo]）是法国大西洋比利牛斯省的一个市镇，属于波城区。

## 地理
蒙雷若堡（43°23'35"N, 0°31'32"W）面积8.19 平方千米，位于法国新阿基坦大区大西洋比利牛斯省，该省份为法国东南部省份，涵盖了贝阿恩与北巴斯克，西临大西洋比斯開灣，北至朗德省，东北接热尔省，东临上比利牛斯省，南与西班牙接壤。
与蒙雷若堡接壤的市镇（或旧市镇、城区）包括：阿尔蒂克斯、塞斯科、当甘、塞泽拉克堡、塞尔圣玛丽。

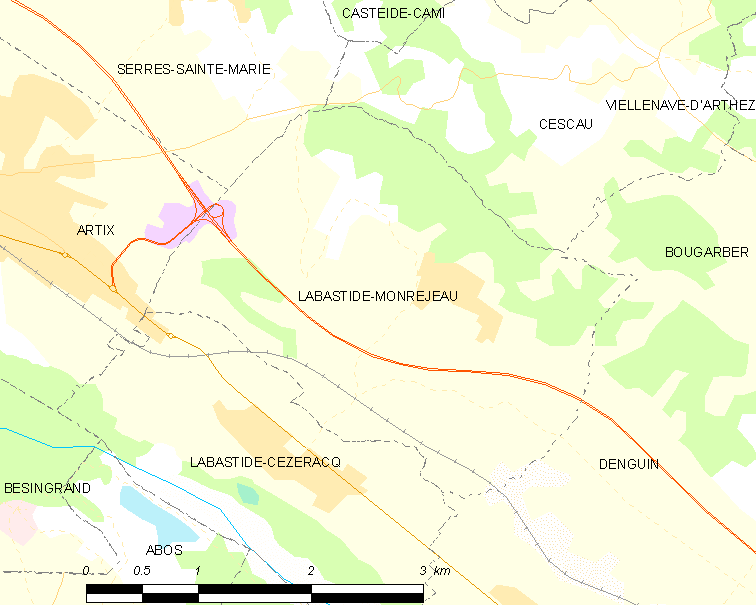
蒙雷若堡的OSM定位图

蒙雷若堡的时区为UTC+01:00、UTC+02:00（夏令时）。

## 行政
蒙雷若堡的邮政编码为64170，INSEE市镇编码为64290。

## 政治
蒙雷若堡所属的省级选区为阿尔蒂克斯和苏贝斯特尔地区县。

## 人口

1962-2008年间蒙雷若堡人口变化图示

蒙雷若堡于2022年1月1日时的人口数量为594人。